# Кирово (Кемеровская область)
Ки́рово — деревня в Юргинском районе Кемеровской области России. Входит в состав Новоромановского сельского поселения.

## География
Деревня находится в северо-западной части области, на левом берегу реки Томь, на расстоянии примерно 25 км (по прямой) к востоку от районного центра города Юрга. Абсолютная высота — 110 м над уровнем моря.
Часовой пояс
Деревня Кирово, как и вся Кемеровская область, находится в часовой зоне МСК+4. Смещение применяемого времени относительно UTC составляет +7:00.

## Население
| 2010 |
| ---- |
| 15   |

Половой состав
По данным Всероссийской переписи населения 2010 года, в гендерной структуре населения мужчины составляли 60 %, женщины — соответственно 40 %.
Национальный состав
Согласно результатам переписи 2002 года, в национальной структуре населения русские составляли 100 % из 25 чел.

## Улицы
Уличная сеть деревни состоит из одной улицы (ул. Центральная).